# Praça Saens Peña (filme)
Praça Saens Peña é um filme brasileiro de 2008, do gênero drama, dirigido e escrito por Vinícius Reis. É estrelado por Chico Díaz, Maria Padilha e Isabella Meirelles em uma história que conta a vida de uma típica família carioca.

## Sinopse
A história vivida por uma família carioca, formada por Paulo, professor, Teresa, gerente de uma lanchonete e Bel, a filha de 15 anos. Uma típica família brasileira, com suas ambições, sonhos e os problemas sociais (da classe média) e conjugais. O nome do filme é uma referência a praça Praça Saens Peña, localizada no bairro da Tijuca.

## Elenco
- Chico Díaz ... Paulo
- Maria Padilha ... Teresa
- Isabella Meirelles ... Bel
- Gustavo Falcão ... João
- Aldir Blanc ... ele mesmo
- Guti Fraga ... Macedo
- Stella Brajterman ... Cíntia
- Maurício Gonçalves ... Plínio
- Rosane Barros ... Maria
- Regina Melo ... Mãe do Caio
- Caio Reis ... Caio
- Lili Rose ... Freguesa da Lojinha
- Márcio Fonseca ... Segurança da Rua
- Leandra Miranda ... Corretora
- Zé Mário Farias ... Vendedor de Cachorro Quente

## Equipe Técnica
- Vinícius Reis ... Direção e Roteiro
- Gisela Camara, Luís Vidal e Vinícius Reis ... Produção
- Luís Vidal ... Produção Executiva
- Fernanda Neves ... Direção de Produção
- Fabrício Tadeu ... Fotografia e Câmera
- Paulo Ricardo Nunes ... Som Direto
- Tainá Xavier ... Direção de Arte
- Rô Nascimento ... Figurino
- Waldir xavier ... Montagem e Edição de Som
- Ricardo CutzMixagem
- Pedro Luis ... Música Original
- Dado Amaral ... Colaboração no Roteiro
- Gisela Camara ... 1a Assistente Direção
- Janaina Ferreira ... 2a Assistente Direção
- Renata Rodarte ... Continuísta
- Fábio Mattos ... Produtor de Figuração
- Paulo Gomes - "Rasta" ... Estagiário de Direção
- Ruy Albernaz ... Estagiário de Direção
- Maria Byington ... Pesquisa de Imagem CNN
- Mara Junqueira ... Coordenadora de Produção
- Maria Claudia Reis ... Assistente de Produção
- Raphael Kruger ... Produtor de Locação
- André Fialho ... Produtor de Locação Adicional
- Jane Osório ... Assistente de Produção de Locação
- Ocimar Marques ... Diretor de Platô
- Alex Moura ... Assistente de Platô
- Gustavo Pessoa ... 1o Assistente Câmera
- Gabriel Hoffmann ... 2o Assistente Câmera
- Márcio Rodrigo ... Assistente de Esteadicam
- Pablo Francischelli ... Estagiário de Esteadicam
- Pablo Hoffmann ... Imagens Adicionais
- Carlos Alberto de Souza - Betão ... Eletricista-Chefe
- Ronaldo Neves Lopes, Wilson Nunes e André Davi Medeiros ... Assistentes Elétrica
- Luciano Martins - TATU, João Garcez ... Assistente Elétrica Adicional
- Carlito ... Maquinária
- Vampiro ... Microfonista
- Fred Massine ... Assistente de Som
- Pedro Saldanha ... Som Adicional
- Gisella Cardoso ... 1o Assistente de Arte
- Débora Mazloum ... Produtora de Arte
- Ingrid Lemos ... 2o Assistente de Arte
- Carlinhos Guimarães ... Contra-Regra
- Marcos Moraes ... Designer Gráfico
- Celso Santos ... Cenotécnico
- Marcos Herdade ... Estagiário de Arte
- Luciana Cardoso ... Figurinista Assistente
- Diana Leste ... Assistente de Figurino
- Ana Avelar ... Produtora de Figurino
- Renato Ribeiro - "Renatinho" ... Camareiro
- Ivone ... Costureira
- Fernando Torquatto ... Visagismo Maria Padilha
- Alice Fonseca ... Maquiagem
- Milene Gurito ... Cabeleireira
- Mariana BarSted ... Edição de Diálogos
- Pedro Saldanha ... Assistente de Edição de Som
- Kiko Ferraz Studios ... Ruídos de Sala
- Felipe Burger Marques ... Supervisão de Foley
- Sérgio Guidoux Kalil ... Gravação de Foley
- Tiago Bello ... Edição de Foley
- Lísia Faccin, Chrístian Vaisz ... Assitência de Estudio de Foley
- Gisela Camara ... Produção de Finalização
- Abian Remy, Marcelo Howard, Guti Sá Freire ... Assistente de Edição de Imagem
- João Barbirato ... Estagiário Finalização
- Marcus Moraes ... Confecção de Créditos e Cartaz
- AC Junior, Chris Von Ameln ... Fotógrafo Still
- Márcio Vianna ... Direção de Making-of
- Paulo Gomes "Rasta", Alexandre Rosa ... Câmera Making-of